# ArcFox α-T
 (janvier 2021).
L'ArcFox α-T (Alpha-T) est un SUV multisegment intermédiaire 5 places tout électrique fabriqué par BAIC. L'α-T est le premier véhicule de série sous la marque Arcfox. ArcFox est une marque de véhicules électriques sous BJEV, une division de BAIC.

## Aperçu

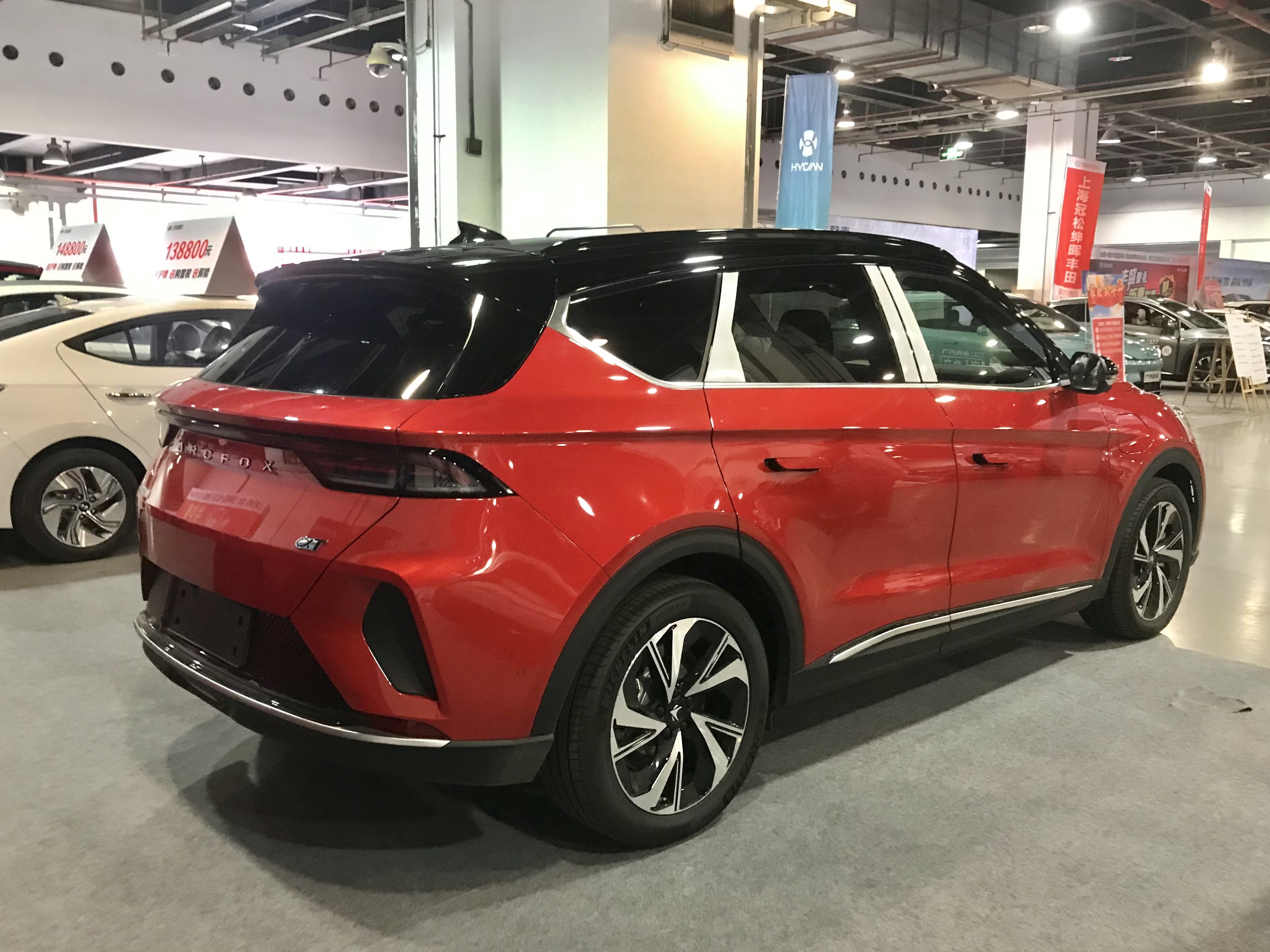
Arcfox α-T arrière

L'ArcFox α-T a été présenté en avant-première par BAIC BJEV au Salon de Genève 2019 en tant que concept ArcFox ECF. Les prix de l'α-T commencent à 280 000 yuans (39 564 $) en Chine et les premières livraisons aux clients ont commencé en août 2020. L'α-T est fabriqué par Magna International et BJEV dans une usine située dans la province de Zhenjiang. La capacité de l'usine précédemment détenue par BAIC est de 180 000 véhicules par an.

## Caractéristiques
L'α-T est propulsé par deux moteurs électriques qui se combinent pour produire 163 kW (222 ch) et 360 N m de couple. Les moteurs sont alimentés par une batterie de 93,6 kWh fournie par SK Innovation en Corée du Sud. Le SUV multisegment est capable d'une autonomie de 653 km.
L'ArcFox α-T est livré en standard avec la conduite autonome de niveau 2 et est équipé de systèmes compatibles 5G nécessaires pour éventuellement répondre aux mises à jour logicielles de conduite autonome de niveau 3.

## Concurrents
L'ArcFox α-T a plusieurs rivaux sur le marché chinois des SUV multisegments électriques. Il est en concurrence avec les Roewe Marvel X, Aion LX, XPeng G3, Nio EL6 et Tesla Model Y[citation nécessaire].